# Pterygophyllum splachnifolium
Pterygophyllum splachnifolium är en bladmossart som beskrevs av Bridel 1819 [1818. Pterygophyllum splachnifolium ingår i släktet Pterygophyllum och familjen Hookeriaceae. Inga underarter finns listade i Catalogue of Life.